# Teen Beach 2
Teen Beach 2 är en amerikansk musikalkomedifilm från 2015, samt en uppföljare till Disney Channel-filmen Teen Beach Movie från 2013. Filmen är, liksom dess föregångare, regisserad av Jeffrey Hornaday, från ett manus skrivet av Matt och Billy Eddy. Den hade premiär på amerikanska Disney Channel den 26 juni 2015.
Filmen spelades in i Puerto Rico under sommaren 2014. Detta var också den första uppföljarfilmen som hade gjorts på nästan fem år, efter Camp Rock 2: The Final Jam, som hade premiär på Disney Channel under hösten 2010.

## Handling
Filmens handling kretsar återigen kring tonårsparet Brady och Mack, som precis har kommit tillbaka till skolan, efter att tidigare ha varit fast i världen av 60-talsfilmen Wet Side Story. När Brady och Mack sedan väljer att göra slut med varandra, dyker helt plötsligt Lela och Tanner (huvudkaraktärerna från Wet Side Story) upp i deras värld, helt förundrade över dess kultur/under. Brady och Mack bestämmer sig då för att försöka få Lela och Tanner att förstå att deras värld inte är så stor som den verkar, så att de återigen kan återvända hem till sin egen värld. Men det blir dessvärre lättare sagt än gjort…

## Rollista (i urval)
| Karaktär        | Skådespelare       | Svensk röst         |
| --------------- | ------------------ | ------------------- |
| Brady           | Ross Lynch         | Adam Portnoff       |
| McKenzie (Mack) | Maia Mitchell      | Happy Jankell       |
| Lela            | Grace Phipps       | Norea Sjöquist      |
| Tanner          | Garrett Clayton    | Joakim Tidermark    |
| Butchy          | John DeLuca        | Oskar Nilsson       |
| Cheechee        | Chrissie Fit       | Linda Åslund        |
| Alyssa          | Piper Curda        | Alexandra Alm Nylén |
| Seacat          | Jordan Fisher      | Oskar Karlsson      |
| Devon           | Raymond Cham Jr.   | Mikael Regenholz    |
| Spencer Watkins | Ross Butler        | Victor Segell       |
| Giggles         | Mollee Gray        | Alexandra Alm Nylén |
| Struts          | Jessica Lee Keller | Emelie Clausen      |
| Lugnut          | William Loftis     | Oskar Karlsson      |
| Rascal          | Kent Boyd          | Victor Segell       |